# Lista Libre
Lista Libre (FL) es un partido político liechtensteiniano, con definición socialdemócrata y ecologista. Fundado en 1985, ocupa 3 escaños en el Landtag de Liechtenstein.

## Posiciones
Los temas centrales del partido son la igualdad de género, la justicia social, la solidaridad, la conservación ambiental y la integración de los extranjeros. Es partidario de la introducción de una monarquía representativa en el Principado. También critican a la Iglesia Estatal de Liechtenstein, al Arzobispado de Vaduz y al Arzobispo Wolfgang Haas, por su actitud conservadora. 

## Historia
Lista Libre se presentó por primera vez en las elecciones de 1986 y más tarde en las de 1989 pero no pudo superar la cláusula de barrera. 
En las elecciones de 1993 superó la cláusula de barrera del 8% y pudo consolidarse en las elecciones anticipadas del mismo año con un 8,5%, y desde entonces este ha seguido siendo el peor resultado. En 1997 llegó al 11% pero en 2001 descendió. En 2005, Lista Libre alcanzó un récord de 13.3% de votos. En las elecciones parlamentarias de 2009, bajó al 8,9% y obtuvo solo un escaño. En las elecciones de 2013, el porcentaje de votos aumentó al 11,1%, por lo tanto obtuvo 3 escaños. En las elecciones de 2017, Lista Libre obtuvo el 12,6%, lo cual no cambió la cantidad de representación parlamentaria. Lo mismo ocurrió en las elecciones de 2021, donde obtuvo un 12,9%.

## Resultados electorales

### Landtag de Liechtenstein
| Año        | Votos       | %     | Resultado |
| ---------- | ----------- | ----- | --------- |
| 1986       | 6582 (#3)   | 7.06  | 0/15      |
| 1989       | 12 090 (#3) | 7.56  | 0/25      |
| 1993 (Feb) | 16 724 (#3) | 10.38 | 2/25      |
| 1993 (Oct) | 13 447 (#3) | 8.54  | 1/25      |
| 1997       | 19 455 (#3) | 11.57 | 2/25      |
| 2001       | 16 184 (#3) | 8.76  | 1/25      |
| 2005       | 25 273 (#3) | 13.03 | 3/25      |
| 2009       | 17 835 (#3) | 8.9   | 1/25      |
| 2013       | 21 603 (#4) | 11.1  | 3/25      |
| 2017       | 24 595 (#4) | 12.6  | 3/25      |
| 2021       | 25 956 (#3) | 12.86 | 3/25      |
| 2025       | 22 549 (#4) | 10.90 | 2/25      |

## Política local
En las elecciones municipales de 2015, Liste Libre estuvo representada en los consejos locales de Schaan, Mauren, Schellenberg. Previamente ocupaba un escaño en los ayuntamientos de Vaduz, Balzers y Triesen. 